# Contea di Duolun
La contea di Duolun (多伦县S, Duōlún XiànP) è una contea della Cina, situata nella regione autonoma della Mongolia Interna e amministrata dalla lega di Xilin Gol.